# Cu gáy châu Âu

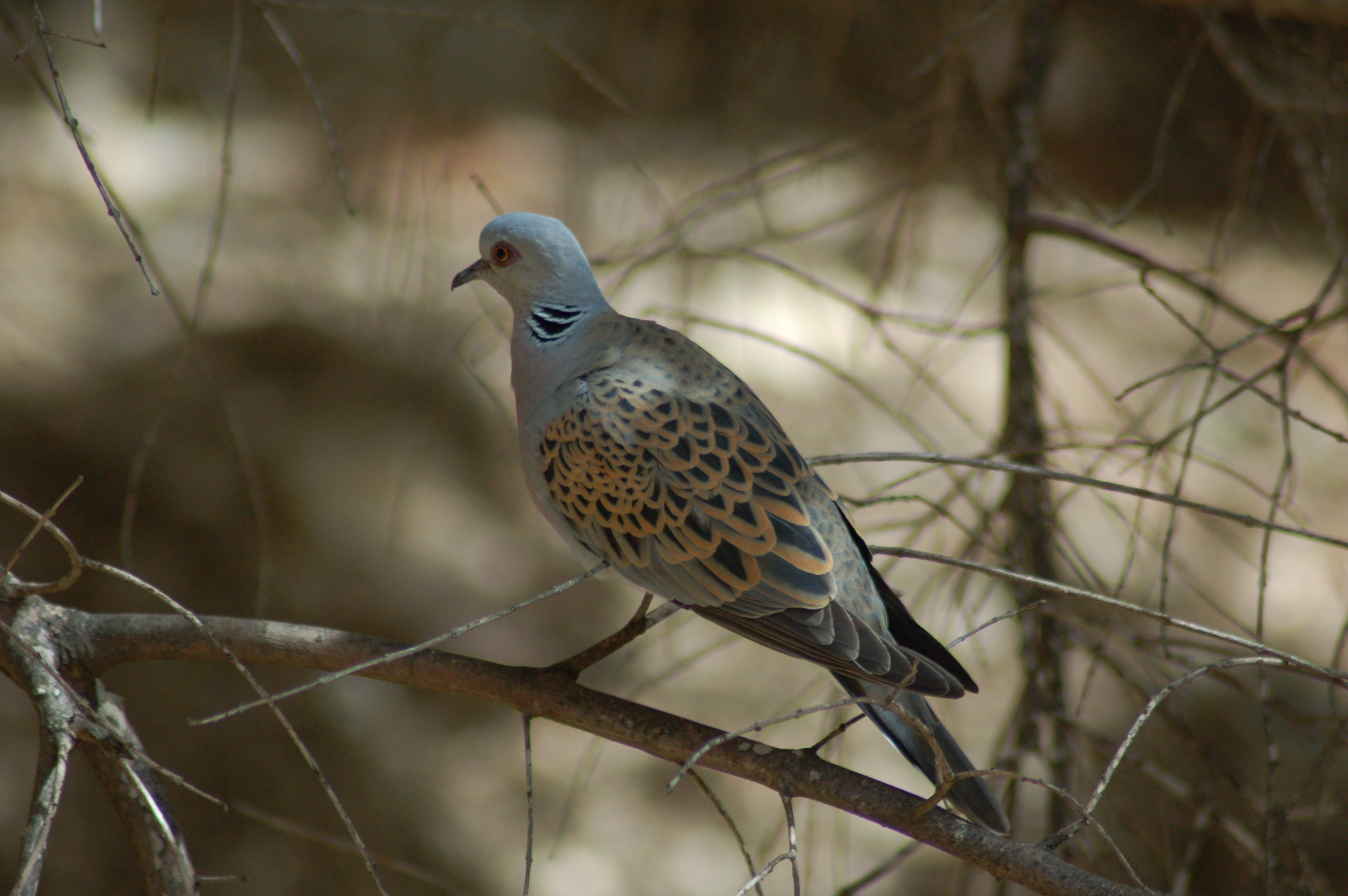
Streptopelia turtur turtur

Cu gáy châu Âu (Streptopelia turtur) là một loài chim trong họ Bồ câu (Columbidae). Đây là một loài di cư ở phía nam của Cổ Bắc giới với phạm vi bao gồm hầu hết châu Âu, Trung Đông, Thổ Nhĩ Kỳ, Bắc Phi. Chúng cũng xuất hiện nhưng rất hiếm tại bắc Scandinavia và Nga. Cu gáy châu Âu trú đông tại Nam Phi.

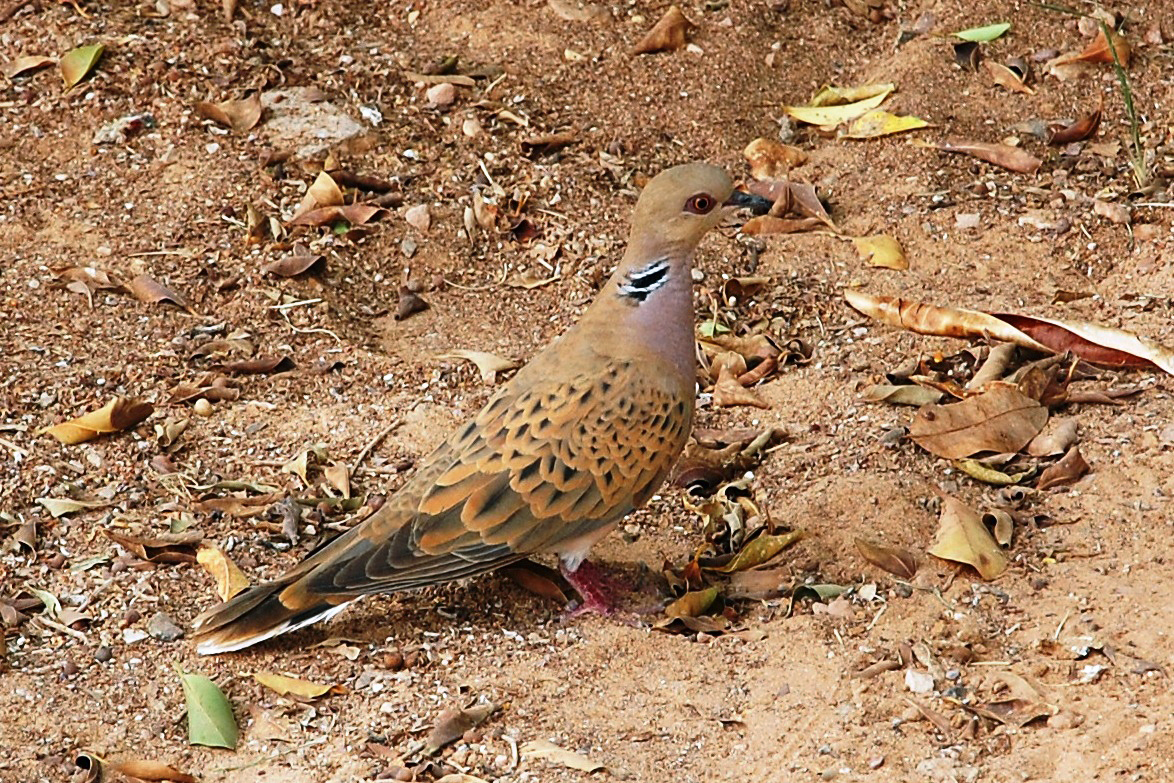
Streptopelia turtur turtur

## Đặc điểm sinh học
Loài này nhỏ hơn và nhẹ hơn nhiều loài cùng họ, với chiều dài 24–29 cm, sải cánh 47–55 cm và nặng 85–170 g. Chúng được đặc trưng bởi màu lông nâu và những sọc đen trắng trên cổ và ở hai bên. Đuôi chim có màu đen với viền trắng, khi bay xoè ra hình nêm. Chim trưởng thành có đầu, cổ, hai bên sườn, và mông màu xám xanh, cánh có màu vàng nâu với đốm đen.